# Willem IJsbrantsz. Bontekoe
Willem IJsbrantszoon Bontekoe (Hoorn, 1587 – aldaar, 1657) was een Hoorns schipper en koopman. Hij is tot op de dag van vandaag bekend door zijn verslag van een reis naar Oost-Indië in opdracht van de Vereenigde Oostindische Compagnie (VOC). Het in het Nederlandse taalgebied populaire journaal is veelvuldig heruitgegeven. Johan Fabricius verwerkte het in zijn in 1924 uitgegeven jeugdroman De scheepsjongens van Bontekoe.

## Biografie
Bontekoe werd 2 juni 1587 in Hoorn gedoopt. Hij was geboren in het huis aan de Veermanskade 15 met de gevelsteen De Bontekoe. Vermoedelijk was hij het oudste kind van IJsbrant Willemsz. Bontekoe en Geertje Jacobs, en het gezin bestond waarschijnlijk uit tien of meer kinderen.
Hij volgde op twintigjarige leeftijd zijn vader op als schipper van het schip De Bontekoe, waarvan hij zelf voor 1/32 deel eigenaar was. Bontekoe voer toen vooral in Europese wateren. In 1608 vervoerde hij zout tussen La Rochelle en Danzig, in 1611 goederen naar Archangelsk.
De schepen waar hij op voer werden in de loop der tijd steeds groter; in 1607 was zijn schip nog 90 last groot, in 1617 130 last. Zijn schepen noemde hij telkens De Bontekoe. Op een reis naar Sevilla werd zijn schip op 17 september 1617 door Barbarijse zeerovers geroofd. Bontekoe werd op 13 oktober van dat jaar door bemiddeling van de Hollandse renegaat Soliman Rais vrijgekocht.

## Journaal van Bontekoe
Bontekoe trad in 1618 op 31-jarige leeftijd in dienst bij de VOC. Op 28 december van dat jaar begon hij met zes andere schepen aan een reis naar de stad Bantam op Java als schipper van de Nieuw Hoorn. Hier begint het Journaal van Bontekoe. Al op de Atlantische Oceaan raakte zijn schip van de zes overige verwijderd. De bemanning bracht door gezondheidsproblemen geveld lange tijd gedwongen door op de eilanden Réunion en Madagaskar. In de Straat Soenda vloog het schip, beladen met 350 vaten buskruit, bij een ongeluk in brand en ontplofte. In een sloep wisten Bontekoe en een deel van de bemanning zich te redden. Er was meteen al voedselgebrek en het scheelde niet veel of de scheepsjongens waren opgegeten. De sloep bereikte echter tijdig de kust van een eiland vlak bij Sumatra. Op Sumatra zelf kregen ze het aan de stok met de plaatselijke bevolking, waarbij een aantal manschappen het leven liet. Toen ze later met een zeil van hemden zee kozen, werden ze opgepikt door een vloot onder leiding van Frederik de Houtman.
In Batavia werd hij door gouverneur-generaal Jan Pieterszoon Coen ingezet om witte koraal naar het fort in Batavia te brengen en vervolgens werd hij met de vloot van Cornelis Reijersen naar de Zuid-Chinese Zee gestuurd om met geweld de handelsbetrekkingen met China aan te halen. Toen diplomatie mislukte, had de reis met achthonderd soldaten meer weg van een rooftocht. Twee dorpen werden in brand gestoken en duizend Chinezen werden als gevangenen aan boord genomen, waarvan slechts enkele tientallen levend de eilandengroep Pescadores of Batavia bereikten.
Een van de schippers die hem op deze tocht vergezelde was Jan Pieterszoon Reus. Ook Cornelis van Nijenrode maakte deel uit van de bemanning en had weinig vertrouwen in een goede afloop. De Chinezen stuurden 150 jonken en branders met 10.000 soldaten en het in aanbouw zijnde fort op de Pescadores werd verlaten zonder dat een schot was afgevuurd. De Nederlanders vertrokken als dieven in de nacht. De Chinezen zegden toe enkel op Formosa met hen te willen handel drijven en daar porselein en zijde aan te voeren.

## Terug in Holland
Op 25 november 1625 keerde Bontekoe als gezagvoerder van het schip Hollandia terug in de Republiek der Zeven Verenigde Nederlanden. Waarschijnlijk heeft hij daarna niet meer gevaren en hield hij zich onder andere bezig met de handel in hout. Op 1 maart 1626 trouwde de bijna veertigjarige Bontekoe met de 36-jarige Eeltje Bruijns. Bontekoe had waarschijnlijk met zijn handel en zijn reis voor de VOC aanzienlijk verdiend. Hij was bijvoorbeeld met 200 gulden de belangrijkste donateur voor de verbouwing van de kerk voor de remonstrantse gemeente in Hoorn, en later leende hij 700 gulden aan de kerkgemeente. Zijn huwelijk bleef kinderloos en zijn vrouw stierf in 1646. Datzelfde jaar werd ook zijn journaal uitgegeven. Bontekoe overleed in 1657.

## Eigen werk Bontekoe
- Bontekoe, Willem Ysbrandtsz., (1646) Journael ofte Gedenckwaerdige Beschrijvinghe van de Oost-Indische Reyse van Willem Ysbrantsz Bonte-koe van Hoorn. Joost Hartgers, Amsterdam Volledige weergave via Google Books

## Speelfilm, Strip, Musical
De scheepsjongens van Bontekoe is ook de naam van een Nederlandse speelfilm uit 2007, geregisseerd door Steven de Jong en gebaseerd op het gelijknamige boek van Johan Fabricius. Peter Tuinman vertolkte de rol van Bontekoe.
Het verhaal is eind jaren vijftig van de twintigste eeuw tot een strip bewerkt door de tekenaar Piet Wijn. De tekst werd verzorgd door Hans Jacobs. In het seizoen 2003/2004 werd in de Nederlandse theaters een musical uitgebracht onder dezelfde naam.

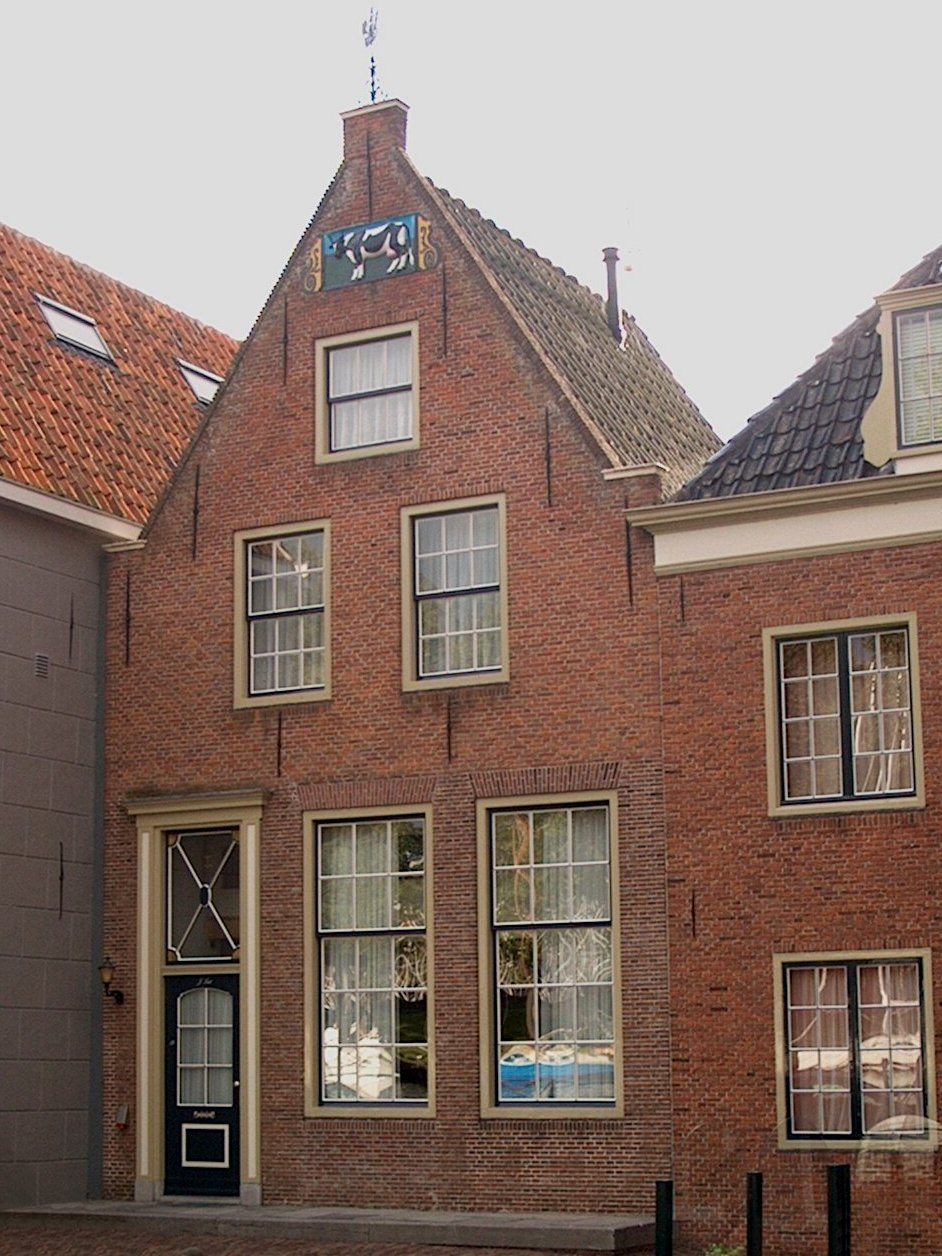
Geboortehuis Bontekoe in Hoorn
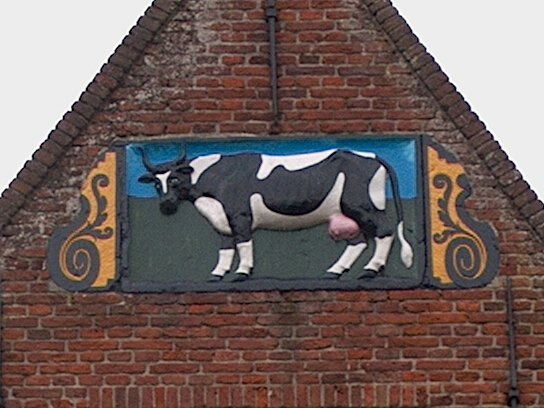
Gevelsteen De Bontekoe
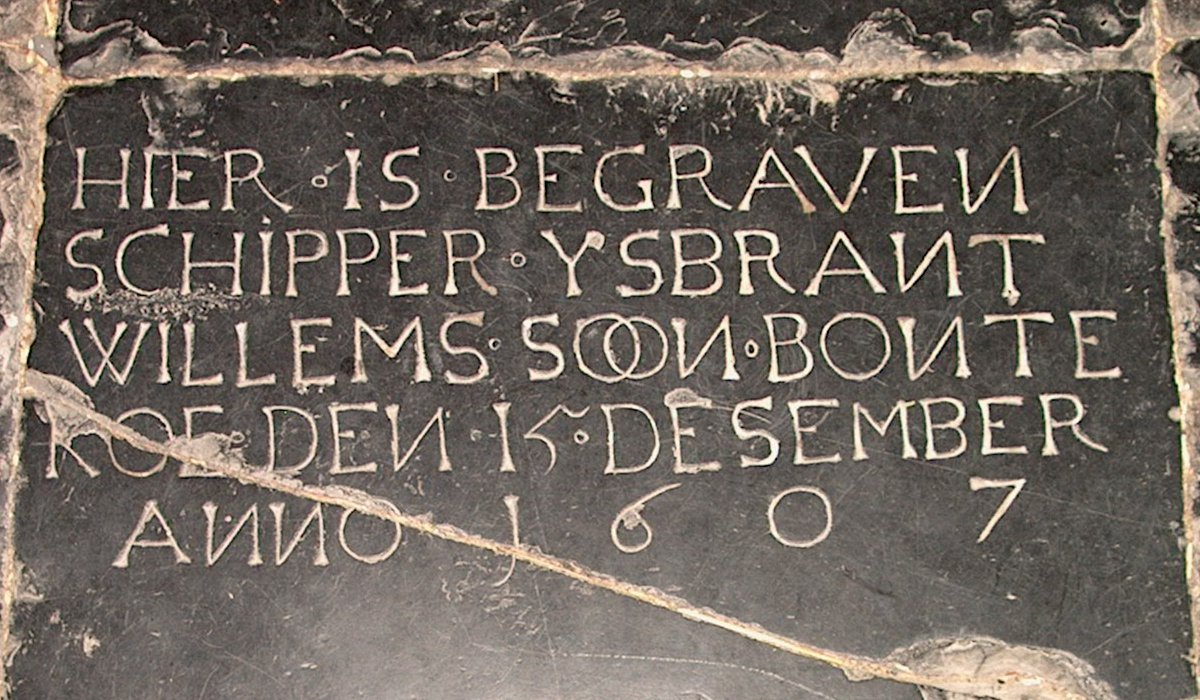
Grafsteen van de vader van W.IJ.Bontekoe
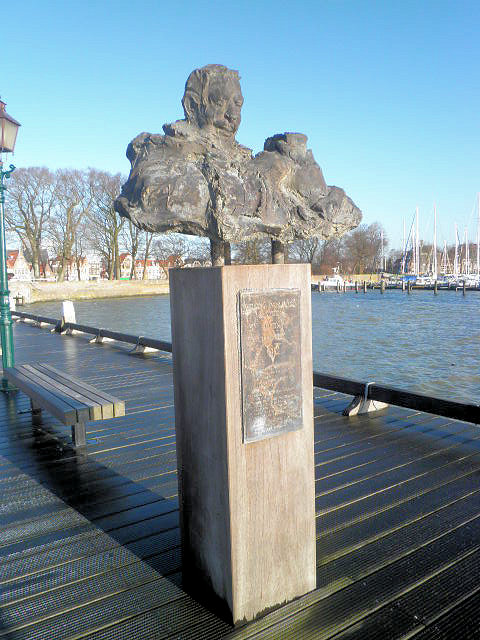
Borstbeeld van Willem IJsbrantsz. Bontekoe op 't Houten Hoofd

## Trivia
- Zijn vader Ysbrant Willemssoon Bontekoe overleed in 1607 en werd begraven in de Noorderkerk in Hoorn, waar zijn grafsteen nog te zien is.